# Hans Vliegenthart
Johannes Frederik Gerardus (Hans) Vliegenthart (Zuilen, 7 april 1936) is een voormalig Nederlands bestuurder, emeritus hoogleraar aan de Universiteit Utrecht en scheikundige.

## Leven en werk
Prof. dr. Vliegenthart werd in 1936 in Zuilen geboren. Hij studeerde van 1953 tot 1960 scheikunde aan de Universiteit Utrecht. Hij was lid van het Unitas Studiosorum Rheno-Traiectina. In 1967 promoveerde hij op het proefschrift Neurohypofysehormonen. Een vergelijkende studie(Neurohypophyseal hormones, a comparative study). Hij begon zijn carrière als assistent-hoogleraar aan de Universiteit Utrecht. Op 21 maart 1975 werd Vliegenthart benoemd tot Persoonlijk Hoogleraar Bio-organische chemie. Van 1992 tot 1998 was Vliegenthart bestuurslid van de  Nederlandse Organisatie voor Wetenschappelijk Onderzoek. Daarna was hij werkzaam als onderzoeksdirecteur bij het Bijvoet Center. Van 2003 tot 2004 werkte hij als hoogleraar aan de Tsinghua Universiteit en tot 2003 was Vliegenthart hoogleraar aan de Universiteit Utrecht. Hij is thans emeritus-hoogleraar scheikunde verbonden aan het Bijvoet Centrum voor Biomoleculair Onderzoek.
Sinds 1990 is Vliegenthart lid van de Koninklijke Nederlandse Akademie van Wetenschappen. Tevens ontving hij drie eredoctoraten; van de Hongaarse Universiteit van Debrecen, van de Franse Universiteit voor Wetenschap en Technologie en van de Zweedse Universiteit van Stockholm. In 1998 werd Vliegenthart benoemd tot Ridder in de Orde van de Nederlandse Leeuw en in 2003 verkreeg hij de Zilveren Medaille Universiteit Utrecht.
Vliegenthart was van 1999 tot 2004 voorzitter van het Utrechts Universiteitsfonds. Bij zijn afscheid werd de jaarlijkse Vliegenthart Scriptieprijs ingesteld.